# Heath Bar

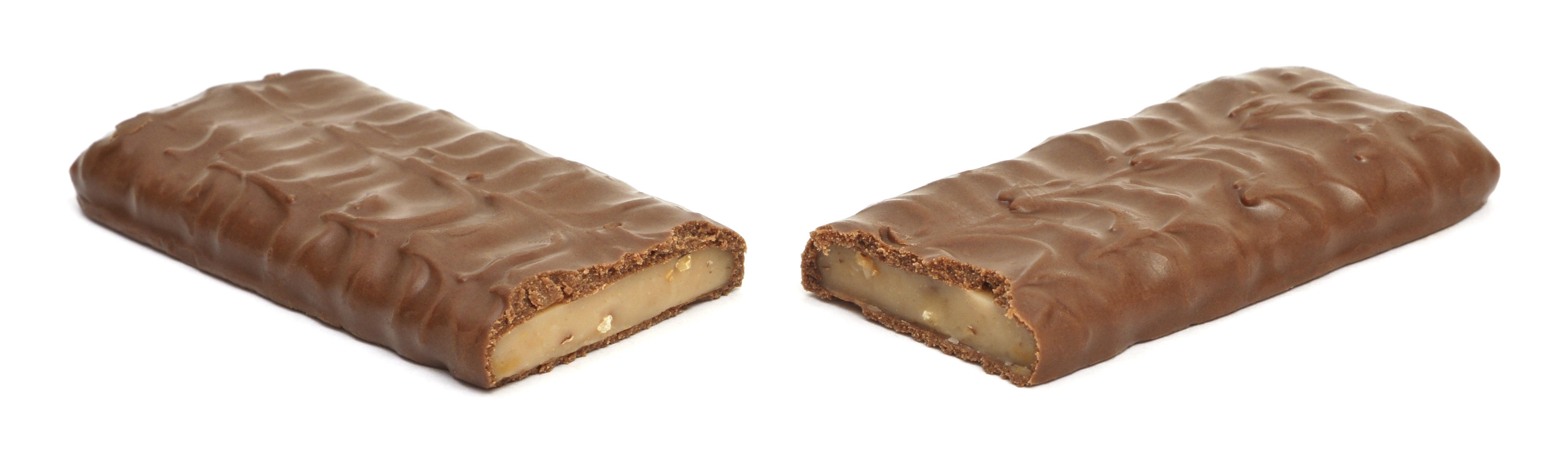
Ein Heath-Riegel

Heath Bar ist ein mit Toffee gefüllter Schokoladenriegel der amerikanischen Firma Hershey in Hershey (Pennsylvania). Er wurde ab 1914 von L. S. Heath & Sons hergestellt und vertrieben. Nach dem zwischenzeitlichen Verkauf der Marke an das niederländische Unternehmen Leaf wurde sie 1996 von Hershey übernommen. Der Heath Bar ist ein dünner, flacher Schokoladenriegel, der mit Toffee aus Butter, Zucker und Mandeln gefüllt ist. Er wiegt ungefähr 28 Gramm (1 Unze). Vergleichbar ist er mit dem Skor-Riegel von Hershey und dem Daim-Riegel von Mondelez. Der Heath Bar belegt in Amerika unter den meistgekauften Schokoladenriegeln Platz 56 und wird oft als Zutat in Eis, Keksen und anderen Süßigkeiten genutzt.